# قلب سرکش
قلب سرکش (انگلیسی: Rebel Heart) یک مینی‌سریال بریتانیایی و محصول سال ۲۰۰۱ می‌باشد.